# トゥーリオ・ヴィニシウス・フロエス・デ・メロ
トゥーリオ・ヴィニシウス・フロエス・デ・メロ（Túlio Vinícius Fróes de Melo、1985年1月31日 - ）は、ブラジル出身の元サッカー選手、サッカー代理人。ポジションはフォワード。

## 来歴
アトレチコ・ミネイロの下部組織で育ち、2004年にデンマーク・スーペルリーガのオールボーBKにレンタル移籍した。2005年にはフランス・リーグ・アンのル・マンUCと3年契約を結び、ループシュートが巧いパワフルなストライカーとして名声を得た。2007-08シーズンは前半戦だけで10得点し、同シーズン終了後にル・マンUCとの契約が切れるためにイタリアのUSチッタ・ディ・パレルモやパルマFCなどの間で争奪戦となったが、最終的にはイタリア・セリエAのUSチッタ・ディ・パレルモと契約した。しかし、移籍してすぐに放出リストに載せられ、USチッタ・ディ・パレルモではコッパ・イタリアのラヴェンナ・カルチョ戦 (2-1) の45分間しかプレーしていない。移籍期限最終日の8月31日、リーグ・アンのリールOSCに移籍した。2015年シャペコエンセでリーグ戦13試合に出場し5ゴールを記録した。2016年スポルチ・レシフェでリーグ戦11試合に出場し1ゴールを記録した。また公式戦26試合で7ゴールを記録した。2017年再びシャペコエンセでプレイしリーグ戦24試合7ゴールを記録しチームの8位躍進に貢献した。また公式戦53試合14ゴールを記録した。2018年、Jリーグ・アビスパ福岡に加入したが、長引くケガによるコンディション不良を理由に、福岡に対し退団の申し出を行った。福岡側も大切な戦力の一人として残留交渉を重ねたが、最終的には6月13日に福岡・本人両者合意のもと契約を解除し、福岡を退団した。
その後はどのクラブにも所属せず、2019年5月に引退を表明した。引退後はTM9 Sportsを設立して代理人として活動している。

## 個人成績
| 国内大会個人成績 | 国内大会個人成績 | 国内大会個人成績 | 国内大会個人成績 | 国内大会個人成績 | 国内大会個人成績 | 国内大会個人成績 | 国内大会個人成績 | 国内大会個人成績 | 国内大会個人成績 | 国内大会個人成績 | 国内大会個人成績 |
| 年度             | クラブ           | 背番号           | リーグ           | リーグ戦         | リーグ戦         | リーグ杯         | リーグ杯         | オープン杯       | オープン杯       | 期間通算         | 期間通算         |
| 年度             | クラブ           | 背番号           | リーグ           | 出場             | 得点             | 出場             | 得点             | 出場             | 得点             | 出場             | 得点             |
| 日本             | 日本             | 日本             | 日本             | リーグ戦         | リーグ戦         | リーグ杯         | リーグ杯         | 天皇杯           | 天皇杯           | 期間通算         | 期間通算         |
| ---------------- | ---------------- | ---------------- | ---------------- | ---------------- | ---------------- | ---------------- | ---------------- | ---------------- | ---------------- | ---------------- | ---------------- |
| 2018             | 福岡             | 9                | J2               | 7                | 0                | -                | -                |                  |                  |                  |                  |
| 通算             | 日本             | 日本             | J2               | 7                | 0                | -                | -                |                  |                  |                  |                  |
| 総通算           | 総通算           | 総通算           | 総通算           | 7                | 0                | 0                | 0                |                  |                  |                  |                  |

## タイトル

### クラブ
リール
- リーグ・アン : 2010-2011
- クープ・ドゥ・フランス : 2010-2011

シャペコエンセ
- カンピオナート・カタリネンセ : 2017